# Cantó de Caen-3
El cantó de Caen-3 és un cantó francès del departament de Calvados, situat al districte de Caen. Compta amb part del municipi de Caen.

## Municipis
- Caen (part)

## Història
| Data d'elecció                           | Identitat                 | Partit        | Qualitat |
| ---------------------------------------- | ------------------------- | ------------- | -------- |
| 1973-1982                                | André Paysant             | PS            |          |
| 1982-1985                                | Louis Mexandeau           | PS            |          |
| 1985-1998                                | François Solignac-Lecomte | Divers droite |          |
| 1998-2011                                | Jean Notari               | PS            |          |
| 2011-                                    | Sonia de La Provôté       | NC            |          |
| les dades anteriors no són pas conegudes |                           |               |          |
|                                          |                           |               |          |